# Surveiller et punir
Surveiller et punir : Naissance de la prison est un ouvrage majeur de Michel Foucault, paru aux éditions Gallimard en février 1975. L'essai examine l'émergence historique de la prison, et à travers elle une forme de rationalité politique dominante dans les sociétés occidentales depuis la fin du XVIIIe siècle : la discipline.

## Présentation générale

### Contexte
Lorsque Surveiller et Punir paraît en 1975, Michel Foucault est un intellectuel reconnu, qui jouit d'une position éminente à la fois dans le monde académique – il a été nommé professeur au Collège de France en 1970 – et médiatique, où son avis est régulièrement sollicité par la presse nationale. Depuis le début des années 1970, son engagement politique s'est accru, et Foucault entreprend dès 1972 de théoriser la position qu'il entend adopter à l'intersection du monde militant, du champ académique et de la sphère publique ; ce travail aboutit en 1976 à la formalisation du concept d'« intellectuel spécifique ».
La prison est son domaine d'intervention publique principal. À la suite de grèves de la faim de militants de la Gauche prolétarienne pour obtenir le statut de prisonniers politiques, il fonde en 1971 avec Jean-Marie Domenach et Pierre Vidal-Naquet le Groupe d'information sur les prisons (GIP). L'association ambitionne, notamment à travers l'élaboration d'un questionnaire, de permettre à la voix des prisonniers et des personnels impliqués dans le système carcéral d'accéder à l'espace public. En 1973, Foucault préface l'essai De la prison à la révolte de Serge Livrozet qui a mis sur pied le Comité d'action des prisonniers (CAP) « dont l'action prend le relais du GIP, dans une logique un peu différente ».
Sans être un ouvrage militant et sans aborder de manière directe l'actualité des prisons françaises, Surveiller et punir entre en résonance avec l'engagement de Foucault au moment de sa rédaction. « Que les punitions en général et que les prisons relèvent d'une technologie politique du corps, c'est peut-être moins l'histoire qui me l'a enseigné que le présent », peut-il ainsi affirmer en introduction. Pour l'historienne Michelle Perrot, Surveiller et punir s'intègre à l'échelle de l'œuvre de Foucault dans un « cycle carcéral », entamé avec Moi, Pierre Rivière... (1973) et conclu avec Le Désordre des familles (1982), écrit avec Arlette Farge.

### Contenu
L'essai étudie l'apparition historique de la prison sous sa forme moderne, en commençant par constater la disparition de l'application en public de la peine de mort au profit d'exécutions cachées par le secret des murs. Selon l'auteur, cette évolution est révélatrice d'une révolution de la façon selon laquelle le pouvoir se manifeste au peuple.
Foucault écrit que l'objectif de ce livre est d'écrire « une histoire corrélative de l'âme moderne et d'un nouveau pouvoir de juger; une généalogie de l'actuel complexe scientifico-judiciaire où le pouvoir de punir prend ses appuis, reçoit ses justifications et ses règles, étend ses effets et masque son exorbitante singularité ».

### Historique de publication
Le livre est publié aux éditions Gallimard en février 1975.

## Résumé

### I. Supplice
Le livre ouvre sur une longue description du supplice de Robert-François Damiens, écartelé sur place publique en 1757 pour avoir tenté d’assassiner le roi Louis XV. Il met en parallèle le règlement de la prison des jeunes détenus de Paris, écrit 75 ans plus tard, qui règle finement le mode de vie des détenus. Ces deux évènements témoignent de l'évolution dans l'« économie du châtiment » que connaît l'Europe au XVIIIe siècle : c'est la fin des supplices, à savoir de la torture.
Cette époque est marquée par un processus d'« effacement du spectacle punitif », avec un cérémonial qui gagne l'ombre en étant soustrait aux regards. La certitude de la punition prime dans les esprits sur la violence vue de la punition. Alors qu'avant, le caractère public du supplice, la symbolique des condamnations (poing coupé des parricides, langue percée des blasphémateurs) permettait la démonstration du pouvoir royal face au crime, le pouvoir a découvert sa propre puissance en se rendant compte qu'elle n'est pas remise en cause par l'absence visible de supplice : le peuple n'a pas besoin d'assister au châtiment des siens pour s'en tenir à ce qu'il souhaite qu'il s'en tienne. De plus ce peuple peut s'avérer dangereux quand il soutient le châtié. Ainsi, « le châtiment est passé d’un art des sensations insupportables à une économie des droits suspendus ».
Ce processus mène au renforcement de l'idée de la justice correctrice. Les rituels modernes de l'exécution montrent qu'au bourreau ont succédé médecins, psychologues, aumôniers, etc., qui ont vocation à contrebalancer le projet de la mise à mort. En fin de siècle, la justice se veut plus juste en s'égalisant : le statut social du condamné n'a plus d'effet sur le mode de mise à mort. D'où l'article 3 du Code pénal français de 1791 : « Tout condamné à mort aura la tête tranchée ». Le juge ne fait pas que juger de la responsabilité, mais de l'adéquation avec les normes sociales, ce qui explique l'évolution des délits et peines.
L'auteur soutient que ce processus n'a pas été linéaire. L'Angleterre a été particulièrement réfractaire. Si la France et la Prusse ont été en avance sur elle, l'époque de la contre-révolution a marqué un retour d'anciens châtiments. Si la guillotine avait originellement vocation à créer « une nouvelle éthique de la mort légale », la Terreur en a vite fait « un grand rituel théâtral ».
Foucault utilise le concept de microphysique pour qualifier le pouvoir. Le pouvoir n'est pas une propriété, mais « une stratégie » ; les effets de sa domination sont ainsi des dispositions, des tactiques, des techniques. Il s'agit d'un « réseau de relations toujours tendues, toujours en activité plutôt qu'un privilège qu'on pourrait détenir ». Il n'est ainsi « pas le privilège acquis ou conservé de la classe dominante, mais l'effet d'ensemble de ses positions stratégiques ».

### II. Punition
Désormais, les hors-la-loi sont simplement privés de leur liberté. Cela ne signifie pas pour autant un confinement des coupables dans des oubliettes ou au fond de quelque bagne. C'est plutôt le pouvoir qui disparaît derrière une architecture carcérale nouvelle capable de contraindre les captifs sans que le geôlier et l'autorité qu'il incarne aient à se manifester directement par quelque coup de fouet ou autres.
Rêve de Jeremy Bentham, le panoptique s'impose. Les prisons sont désormais construites selon des plans circulaires permettant au surveillant situé dans une tour centrale d'observer sans jamais être vu, les silhouettes des détenus se détachant à contre-jour sur des fenêtres extérieures via d'autres fenêtres donnant sur une cour intérieure.
Cette architecture permet éventuellement de se passer complètement de surveillant, le seul sentiment d'être observé étant susceptible d'obtenir des captifs une forme d'obéissance. Ainsi, en plus de n'être pas coûteux d'un point de vue économique, la prison moderne est d'abord une entreprise de culpabilisation travaillant les consciences individuelles à travers un regard tout-puissant.
La prison passe alors d'une fonction punitive à une visée « normalisatrice », visant indirectement par les corps l'« âme » des détenus qu'il s'agit de redresser. L'institution carcérale et à travers elle la justice moderne détient par là même des pouvoirs d'une ampleur inédite jusqu'ici, le pouvoir n'étant désormais plus concevable selon Foucault sans la relation qu'il entretient avec la connaissance de l'individu. Loin de contribuer à l'« émancipation » de l'Humanité, idéal hérité des Lumières, la Société moderne s'apparente de plus en plus à de la surveillance organisée.

### III. Discipline
La prison moderne est également un monde comptable. Il produit des chiffres et construit des tableaux dans lesquels les cellules sont tout autant des cases tracées sur le papier que des pièces dans lesquelles sont visibles les prisonniers. Les parois les séparant les unes des autres sont suffisamment solides pour que cessent tous ces petits trafics qui hier rendaient impossible le contrôle strict des coupables sanctionnés.
La mise en place de ce système carcéral a plusieurs conséquences. La première, c'est l'apparition de la délinquance, forme de criminalité moderne préférable à l'ancienne en ce sens qu'elle est le fait d'individus déjà connus, fichés et travaillés par l'autorité et donc peu susceptibles d'une récidive beaucoup plus grave (comme ceux envoyés vers la Colonie pénitentiaire de Mettray).
Mais aussi, ce dispositif rend perceptible un renversement essentiel : alors qu'à travers le supplice il s'agissait pour le pouvoir d'être visible du plus grand nombre, avec le panoptisme la problématique s'inverse. Comment faire en sorte que le plus grand nombre soit visible du plus petit nombre.
Foucault introduit ainsi à une problématique autour de la police et d'un quadrillage de la population sur le modèle de la surveillance au temps de la peste. Le mal social est conçu sur le modèle de l'épidémie.

### IV. Prison
Le succès de ce système aidant, la seconde conséquence de sa mise en place est son adoption par d'autres institutions que la seule prison, à commencer par l'atelier, où quelques contremaîtres suffisent désormais à contrôler des centaines de travailleurs : ils déambulent à présent dans des allées rectilignes d'où ils dominent les employés assis à une table individuelle et tous visibles de loin. On retrouve également des méthodes carcérales dans les écoles, les pensionnats ou les casernes, où les lits sont peu à peu alignés, les emplois du temps plus stricts, l'exercice et la répétition valorisés.
Le redressement des corps humains auquel ces institutions procèdent chacune à leur façon conduit selon Michel Foucault au redressement des morales, chacun devenant son propre censeur une fois qu'il y a été corrigé par un concours d'organismes, tout au long de sa vie.
Par un fort maillage social, avec au centre la prison, ce n'est plus le souverain qui est isolé, mais bien l'individu.

## Débat avec les historiens
En 1977, un article critique de Jacques Léonard est à l'origine d'un débat entre Michel Foucault et les historiens qui se concrétise par la Table ronde du 20 mai 1978 à la Sorbonne en présence de Maurice Agulhon, Nicole Castan, Catherine Duprat, François Ewald, Arlette Farge, Alexandre Fontana, Michel Foucault, Carlo Ginzburg, Remi Gossez, Jacques Léonard, Pascal Pasquino, Michelle Perrot, Jacques Revel. Dans son article Jacques Léonard écrivait : « À lire Foucault, on se persuade aisément que l’histoire est encore très jeune » et invitait la discipline à « se diversifier, s’ouvrir aux choses essentielles de la vie, et par exemple étudier le corps humain et tout ce qui lui arrive, dans le temps et l’espace ».